# Население Баку

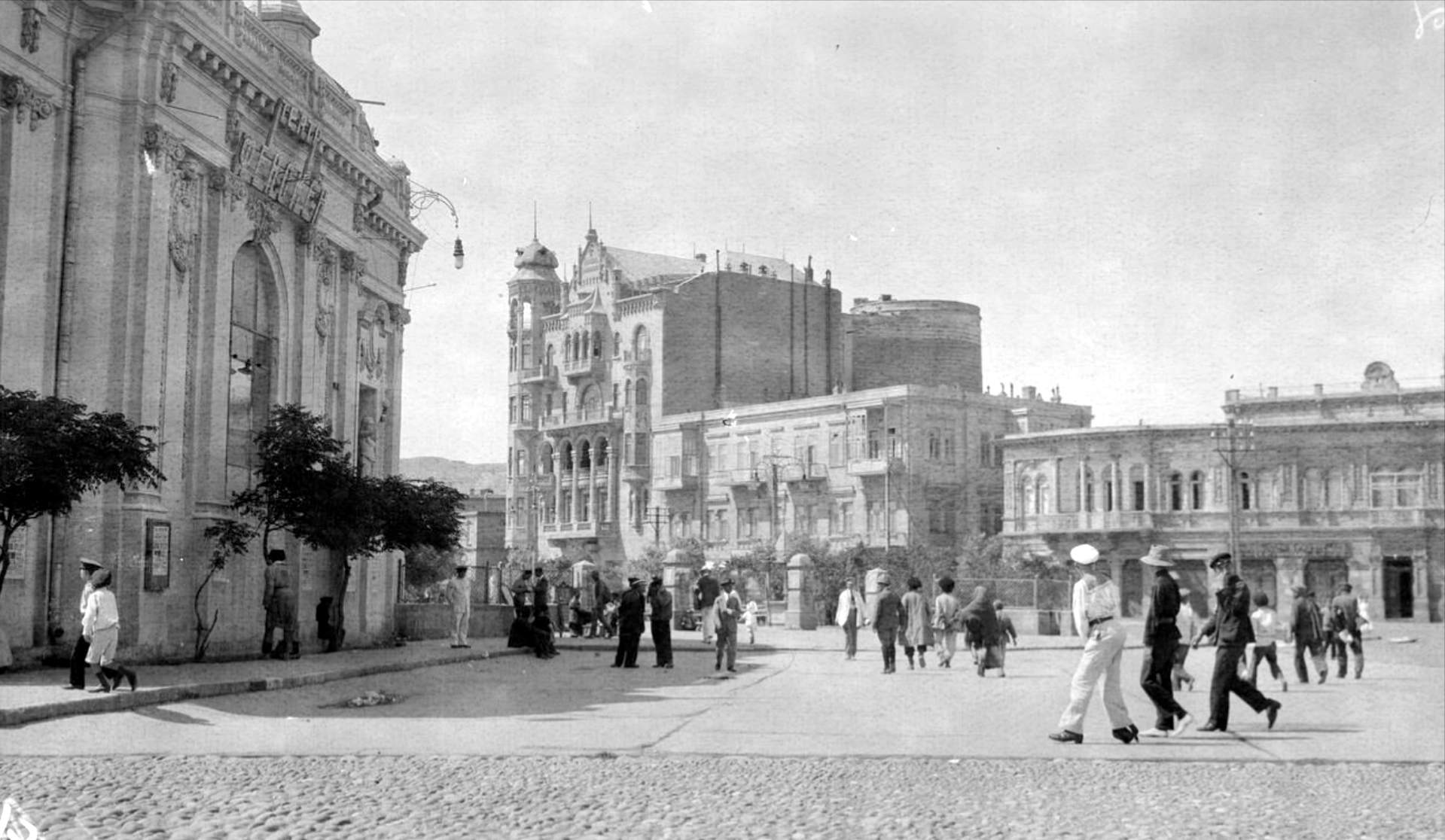
Уличная сцена. Баку. Проспект Нефтяников между 1918 и 1920 гг.

Баку (азерб. Bakı) — самый населённый город Азербайджана и Кавказа.

## Население составляющих частей города
Современный Баку сложился как объединённая под единым административным контролем территория населением 2 181,8 тыс. жителей (на 1 января 2014 года), в состав которой (по данным на 1 января 2014 года) входит 1 город (собственно город Баку) населением 1 217,3 тысячи человек, а также 59 посёлков городского типа (азерб. qəsəbə) суммарной численностью населения 964,5 тыс. человек. В связи с этим территория Баку традиционно подразделяется на «Малый Баку» (собственно город) и «Большой Баку» (включает город и остальную территорию, находящуюся под административным управлением мэрии города).
Административные границы собственно города Баку, установленные официально, существенно меньше территории, определяемой Global Human Settlement (GHS-SMOD) как «город». Согласно данному определению, город — это непрерывно населённый кластер с плотностью населения не меньше 1 500 чел./км2. С учётом данного определения численность населения Малого Баку (собственно города) определяется в диапазоне между 1 885 000 (согласно GGMSF) и 1 963 825 (согласно GHS на 2015 год); площадь данной территории 334 км2 (плотность соответственно — 5643 и 5879 тыс. чел. на км2).

Вся территория, находящаяся в административном управлении городской мэрии Баку, разделена на 12 городских районов. 5 районов состоят исключительно из посёлков городского типа, 4 района состоят из частей города Баку и посёлков городского типа, 3 района состоят исключительно из частей территории собственно города Баку.

## Численность и состав населения

### Средневековье
Описывая население Абшеронского полуострова и Баку в средневековье, профессор С. Ашурбейли отмечает, что жители ряда селений Апшерона были ираноязычными татами, некоторые села состояли из тюркоязычных племен, а жители Баку в основном были тюрки и некоторые другие народы: лезгины, иранцы и т. д..

### 19 - 20 века
В XIX веке Баку начал развиваться вместе с ростом промышленности, которая вскоре вышла за городские границы и стала распространяться в северном и южном направлении. 
На 1835 год в Баку проживало 3 900 чел. мужского пола. Из них 3 716 мусульман-шиитов и 184 армян.
В 1851 году население города составляли 7431 тюркоязычных мусульман, в 1863 в нём насчитывалось уже 14 500, а в 1897 — 111 904 жителя. До начала Первой мировой войны население Баку увеличилось ещё вдвое. В 1903 году в Баку и его пригородах насчитывалось 143 786 жителей.
По данным переписи, проведённой статистическим бюро Бакинской Городской управы 22 октября 1903 года, в Баку, его пригородах и на промыслах проживало 206 751 чел. Население Баку без промыслов и пригорода составляло 138 611 чел. Население пригородов — 17 265 чел. Непосредственно на промыслах трудилось и проживало на 1903 год 50 875 чел. Перепись 1903 года охватила собой непосредственно город, прилегающие к нему районы (пригород, в том числе Баилов мыс, Белый городок, селения Кешлы, Ахмедлы), промысловые районы, в том числе Биби-Эйбат, промысловый район Балахано-Сабунчинской площади с 4 входящими в его состав селениями (Балаханы, Сабунчи, Раманы, Забрат).
Из 206 751 чел. на долю занятых приходилось 106 465 чел. Из них 94 633 мужчины, 11 832 женщины.
В 1913 — уже 214 640. Этнический состав города в значительной степени изменили переселенцы из других областей. В 1843 году городское население на 91 % состояло из тюркоязычных и ираноязычных мусульман.

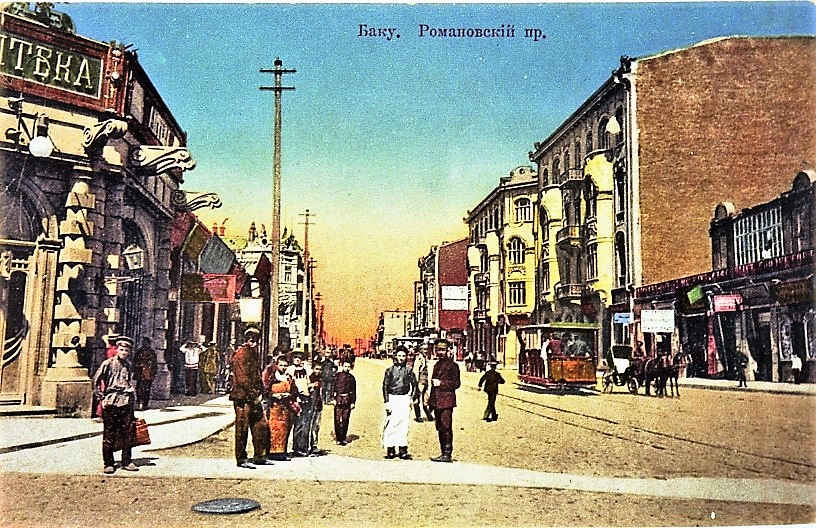
Романовский проспект в Баку на открытке 1915 года (ныне — ул. 28 Мая)

В начале XX века в Баку проживало 214,7 тысяч жителей, из них русских, украинцев и белорусов — 76,3 тыс. (35,5 %), азербайджанцев («закавказские татары» по тогдашней терминологии) — 46 тыс. (21,4 %), армян — 42 тыс. (19,4 %), персов — 25 тыс. (11,7 %), евреев — 9,7 тыс. (4,5 %), грузин — 4 тыс. (1,9 %), немцев — 3,3 тыс. (1,5 %), казанских татар — 2,3 тыс. (1,1 %).. Мусульмане жили в историческом центре, окружавшем ханскую крепость и на западе города. В индустриальном поясе жили русские, армяне — на севере города. При строительстве нового центра города появляется смешанное население.
В 1913 году русские составляли 76228 чел., или 35,5 %, азербайджанские тюрки — 45962 чел., или 21,4 %, армяне — 41680 чел., или 19,4 %. Уровень грамотности населения (учитывалось только население старше 5 лет) города Баку в 1913 году составлял в целом 49 %, среди русских и армян был соответственно 62,4 % и 63,4 %, среди азербайджанцев — 22,2 %.
В 1926 году согласно переписи в городе насчитывалось 453,3 тыс. жителей, из них: 159 491 — русские, 118 737 — азербайджанцы (согласно переписи населения СССР — «тюрки»), 76 656 — армяне, 19 589 — евреи, 9 239 — татары, 7 882 — украинцы, 7 540 — персы, 6 357 — немцы, 3 708 — лезгины, 2 980 — таты, 2 558 — грузины, 2 104 — белорусы, 1 985 — горские евреи, 1 931 — поляки, 803 — осетины, 684 — греки, 612 — мордва, 479 — латыши, 421 — среднеазиатские евреи, 243 — литовцы, 146 — эстонцы и другие.
В 1989 году в Баку проживало 1795 тысяч жителей, из них 295,5 тыс. — русские. До 1988 года в Баку также проживало не менее 200 тыс. армян, но их численность резко снизилась после сумгаитского погрома, а после армянского погрома в Баку абсолютное большинство армян покинули город.
По данным Государственного комитета по статистике Азербайджана, по переписи 1999 года в Баку проживало 1 788 854 человека, из них: 1 574 252 — азербайджанцы, 119 371 — русские, 27 652 — татары, 26 145 — лезгины, 5164 — евреи, 2340 — грузины, 1108 — турки, 760 — курды, 378 — армяне, 4071 — других национальностей.
В 2003 году население города составило 2,03 млн жителей, в 2005 году — 2,07 млн.
Согласно данным переписи населения, проведенной в апреле 2009 года, население Баку составило 2045 815 жителей, из них: 1 848 107 — азербайджанцы, 108 525 — русские, 25 171 — татары, 24 868 — лезгины, 21 071 — украинцы, 6056 — евреи, 2226 — грузины, 2081 — турки, 1048 — талыши, 307 — таты, 296 — аварцы, 185 — курды, 104 — армяне, 41 — удины, 32 — цахуры, 25 — агулы, 5672 — других национальностей.